# Rock Giants
A Rock Giants sorozatban megjelent Deep Purple válogatáslemez.

## Számok listája
1. Perfect Strangers         (Blackmore/Glover/Gillan)            4:12
2. Under The Gun             (Blackmore/Glover/Gillan)            4:35
3. Knocking At Your Backdoor (Blackmore/Glover/Gillan)            3:59
4. A Gypsy's Kiss            (Blackmore/Glover/Gillan)            5:13
5. Not Responsible           (Blackmore/Gillan/Glover/Lord/Paice) 4:43
6. Black Night (live)        (Blackmore/Gillan/Glover/Lord/Paice) 5:57
7. Smoke On The Water (live) (Blackmore/Gillan/Glover/Lord/Paice) 7:33
8. Hush                      (South)                              3:31
9. Bad Attitude              (Blackmore/Gillan/Glover/Lord)       4:40
10. Dead Or Alive             (Blackmore/Glover/Gillan)            4:40
11. Hard Lovin' Woman         (Blackmore/Gillan/Glover)            3:24
12. Call Of The Wild          (Blackmore/Gillan/Glover/Lord)       4:42

## Előadók
- Ian Gillan – ének
- Ritchie Blackmore – gitár
- Roger Glover – basszusgitár
- Jon Lord – billentyűs hangszerek
- Ian Paice – dob